# باتريسيو ستروناتي
باتريسيو ستروناتي (بالتشيكية: Patrizio Stronati)‏ (17 نوفمبر 1994 بإيطاليا - ) هو لاعب كرة قدم تشيكي في مركز الدفاع. شارك مع منتخب التشيك تحت 19 سنة لكرة القدم ومنتخب جمهورية التشيك تحت 21 سنة لكرة القدم. أما مع النوادي، فقد لعب مع أوستريا فيينا وبانيك أوسترافا وFC Hlučín ‏.

## روابط خارجية
- باتريسيو ستروناتي على موقع الاتحاد الدولي (مؤرشف)  (الإنجليزية)
- باتريسيو ستروناتي على موقع الاتحاد الأوربي (الإنجليزية)
- باتريسيو ستروناتي على موقع الاتحاد التشيكي (الإنجليزية)
- باتريسيو ستروناتي على موقع قاعدة بيانات كرة القدم.إي يو (الإنجليزية)
- باتريسيو ستروناتي على موقع Soccerway.com (الإنجليزية)
- باتريسيو ستروناتي على موقع عالم كرة القدم.نت (الإنجليزية)
- باتريسيو ستروناتي على موقع AS.com (الإسبانية)